# Mesochorus cristatus
Mesochorus cristatus là một loài tò vò trong họ Ichneumonidae.